# Lundtop
Lundtop (på ældre dansk også Topbjerget) er en 54 m høj bakke i Østerby (Medelby Sogn) beliggende på Medelby bakkeø på den slesvigske midtslette få kilometer syd for den dansk-tyske grænse i Sydslesvig i det nordlige Slesvig-Holsten i Tyskland. Den skovklædte bakke er den højeste bakke i sognet. I 1969 blev et 13 hektar stort område omkring Lundtoppen udpeget som naturfredet område. Det er en del af habitatområde Bøgslund gests egeskov (på tysk Eichenwälder der Böxlunder Geest). Skoven omkring Lundtoppen er overvejende løvskov, domineret af eg. Egnen er ellers domineret af landbrug.